# تبنة (إربد)
تبنة هي بلدة أردنية في مدينة إربد ضمن منطقة لواء الكورة. تقع في الجنوب الغربي من محافظة إربد .تعتبر تبنة من أهم القرى الحصينة في شمال الأردن. بلغ عدد سكانها 9000 سنة وذلك وفقا لتعداد عام 2013. 

## الموقع
تبعد عن مدينة إربد حوالي عشرين كيلو متر باتجاه الغرب ولا يفصلها عن نهر الأردن سوى ثلاثين كيلو متر، وهي امتداد لقرى جبل عجلون في العهد العثماني. 
تقع القرية ضمن سلسلة جبال الشام الشرقية في هضـاب الأردن التـي تبـدأ بـالجولان ثم مرتفعات إربد وجبال عجلون ما بين نهر اليرمـوك شـمالاً ونهـر الزرقـاء جنوبـاً، وتمتـد هذه الجبال بشكل طولي لتفصل بين وادي الأردن الشمالي في الغـرب وسـهول محافظـة إربد في الشرق
يحيط بالقرية من الشــرق قريـة عنبـة ومــن الغرب قريـة كفــر المـاء، ومـن الشــمال الغربي قرية ارحابا، ومن الشمال قرية زوبيا، ومن الجنوب قرية الأشرف.